# 晶芯科技
華邦金融控股有限公司，簡稱華邦金融，前稱晶芯科技（英語：Goldenmars Technology Holdings Limited，港交所：3638），於2005年由陸建明（主席）、Wang Li，以及Wu TehMin, Max，在香港（主要總部）成立「晶芯科技股份有限公司」。總裁為劉詠詩。
而業務在全球經營、生產和銷售電腦內存, USB記憶體及SSD固態硬碟。
股份在2013年9月9日於港交所創業板上市，當時代碼為8036.HK。配售價格為0.7至0.9港元之間，配售股份為6000萬股，集資額為5400萬港元。
2016年7月，晶芯科技控股有限公司收購華邦財務有限公司(前稱:前海財務有限公司)及持有香港法院發放的放債人牌照，可從事通過放債人牌照進行的貸款業務
2016年8月，晶芯科技控股有限公司收購華邦期貨有限公司、華邦外匯有限公司、華邦融資租賃有限公司、華邦財富管理服務有限公司、華邦電子網上服務有限公司及華邦金融資產管理有限公司
2017年2月，晶芯科技控股有限公司收購華邦融資有限公司，並持有證監會認可之牌照(中央編號: BHD369)，可從事香港法例第571章證券及期貨條例項下第6類(就機構融資提供意見)受規管活動
2017年4月7日，晶芯科技控股有限公司正式改名為華邦金融控股有限公司
2017年9月5日，華邦金融宣布與賣方IDB Development Corporation Ltd訂立條款書，擬收購以色列保險集團Clal Insurance Enterprises Holdings Ltd.約2488.77萬股，相當於該公司已發行股本約44.9%，截至去年底，Clal Insurance Enterprises Holdings Ltd.合併總資產值約相當於1980億港元（约980亿新以色列镑）及年度總收入約相當於240億港元 （120亿新以色列镑）
，資產管理3570億港元（1,770亿新以色列镑），而人壽及健康保險以及養老基金管理業務之總內含價值約相當於270億港元(約130億新以色列鎊)

## 連結
- Goldenmars.com